# 지정사수소총

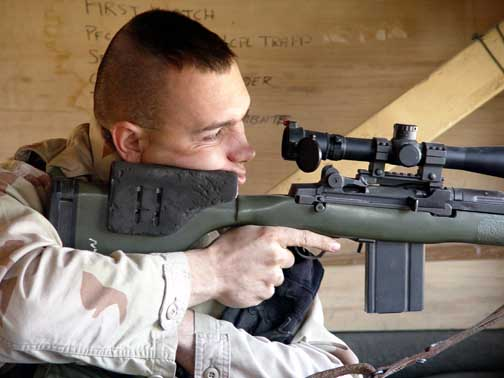
미해병이 미해병대 DMR의 스코프를 통해 보고 있다

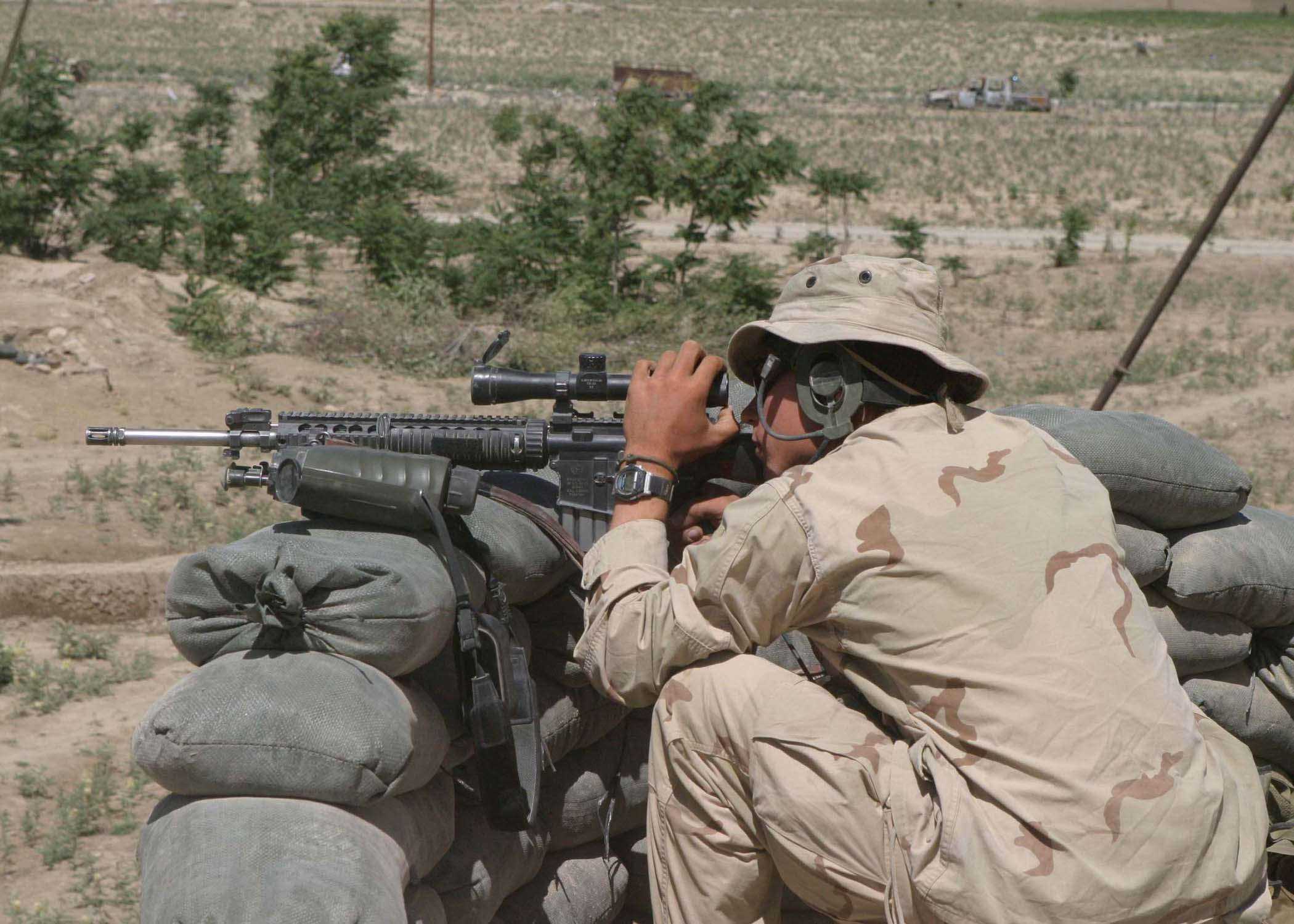
아프가니스탄에서 기동 부대 사령부 주변을 경계 중인 미해병대 지정사수. M16A4 소총을 기반으로 한 SAM-R 소총을 사용하고 있다.

지정사수소총(指定射手小銃, Designated marksman rifle, DMR)은 (분대) 지정사수 혹은 분대 저격수를 위한 소총이다. 저격총의 일종이지만, 일반적으로 전문 저격총보다는 유효 사거리가 짧다.
미군의 경우 여러 군에서 지정 사수용 소총을 가지고 있다.
- 미국 해병대의 경우 콴티코 해병대 기지에서 개조된 M14 소총을 미해병대 지정 사수용 소총(U.S. Marine Corps Designated Marksman Rifle)이라 명명하고 운용한다.
- 미국 육군의 경우 미해병대의 SAM-R과 유사한, 정확도를 높인 M16 소총을 미육군 분대 지정 사수용 소총(United States Army Squad Designated Marksman Rifle)이라 명명하고 운용한다.

이스라엘군의 지정 사수는 M24 SWS 소총을 사용하며, 그 역할은 관습적으로 “분대 저격수”라 불린다. 분대 저격수는 분대와 같이 움직이면서 (전문 저격수보다는 짧지만) 장거리에 있는 적과 교전하기 위한 장비를 사용한다. 이는 구소련의 드라구노프 저격총 사용 교리와 유사하며, 북한군도 구소련의 교리를 따르고 있다.

## 같이 보기
- 지정사수
- 저격수
- 저격소총